# 沃茨冰原島峰
72°38′S 74°13′E / 72.633°S 74.217°E
沃茨冰原島峰（英語：Watts Nunatak）是南極洲的冰原島峰，位於伊麗莎白公主地，處於梅遜峰西北面22公里，屬於格羅夫山脈的一部分，澳大利亞探險隊根據空中照片繪入地圖，現時由南極條約體系管理。